# Askomill House
Askomill House, auch Askomull House, war ein festes Haus nordöstlich von Campbeltown auf der Halbinsel Kintyre in der schottischen Council Area Argyll and Bute.

## Geschichte
Angus MacDonald, 8. of Dunnyveg, wurde in Askomill House in Kintyre 1598 von 100–200 Männern unter der Führung seines Sohnes, Sir James MacDonald, 9. of Dunnyveg, umzingelt, der vom Privy Council gesandt worden war, um die Unterwerfung seines Vaters unter König Jakob V. zu begehren. Angus MacDonald weigerte sich, sein Haus zu verlassen und erlitt Brandverletzungen, nachdem sein Sohn das Haus angezündet hatte. Er wurde später gefangen genommen und auf Smerby Castle in Eisen gelegt.